# Unio Itineraria
Unio Itineraria (ou Württembergischer botanische Reiseverein) foi uma sociedade científica, destinada ao financiamento de viagens de exploração científica e à permuta dos espécimes recolhidos nessas viagens, criada em 1825 na cidade de Esslingen am Neckar (Alemanha). A instituição extinguiu-se em 1845 devido às dificuldades financeiras resultantes dos sobrecustos das viagens realizadas.

## Descrição
A Württembergische Naturhistorische Reiseverein (também conhecida por Unio itineraria) foi uma sociedade por quotas (acções) destinada a apoiar financeira e logisticamente a realização de viagens de exploração e colecta de espécimes com interesse para o estudo da história natural e a divulgar os resultados dessas viagens de exploração.
A Unio Itineraria, como se autointitulava, foi estabelecida para promover a exploração científica, mediante recolhas de determinados (identificados) espécimes biológicos. Os fundadores e principais dinamizadores da Reiseverein (Sociedade de viagens) foram Christian Ferdinand Hochstetter e Ernst Gottlieb Steudel, o chefe dos serviços de saúde de Esslingen. Estes dois naturalistas obtiveram o apoio do rei Guilherme I de Württemberg.
A administração da Unio Itineraria ficou sediada em Esslingen am Neckar, recolhendo fundos através de assinaturas de apoio ao projecto de expedições e da venda de exemplares através de uma rede de concessionários locais. A organização também vendia aves, insectos e  bibliotecas (colecções bibliográficas), frequentemente através de intermediários e agentes depositários dispersos por toda a Europa.
A Reiseverein funcionou entre os anos de 1825 e cerca de 1845. Esta corporação tornou possível enviar botânicos e mineralogistas a várias regiões do mundo para colectar material vegetal (plantas herborizadas ou sementes secas) e, em menor medida, minerais e espécimes zoológicos. Essas colecções geralmente continham novos objectos nunca antes descritos, dando origem à descrição científica de diversas espécies. Com essa actividade, a Unio Itineraria promoveu a investigação sobre a história natural de várias regiões. As receitas teriam de ser alcançadas com a venda de colecções ou partes de acções em dinheiro. Os espécimes foram classificados por Hochstetter, por Steudel ou por especialistas de várias universidades europeias. A distribuição regular de plantas de herbário também garantiu a criação de uma base alargada para o estudo da flora dessas regiões, especialmente da Etiópia.
No verão de 1825, o botânico Franz von Fleischer foi um dos primeiros a viajar com o apoio da sociedade, levando a cabo uma excursão de exploração da flora do Tirol.
Em 1826 viajou por conta da associação um colector identificado como «Herr Müller» através do sul da Alemanha, depois através de Istria e de volta a Esslingen.
Nos anos seguintes Franz von Fleischer voltou a viajar com o apoio da sociedade, visitando as ilhas Jónias, Esmirna, Constantinopla e as regiões costeiras da Grécia. Nesse período também o naturalista Christian Friedrich Ecklon colectou espécimes para a Reiseverein na África do Sul.
No relatório anual da Academia Sueca referente ao ano de 1828, há uma indicação de uma dessas viagens, que em 1828 permitiu a exploração da Noruega por uma expedição liderada por Johann Gottlob von Kurr e Johann Wilhelm Peter Hübener.
Nos anos 1829 e 1830, Philipp Anton Christoph Endress (1806-1831) fez viagens botânicas aos Pirenéus.
Em 1842, o aumento dos custos da expedição liderada por Wilhelm Schimper levou ao colapso da Unio Itineraria, que deixou de funcionar a partir do ano de 1845.
Vários exploradores e colectores ficaram associados ao patrocínio da Unio Itineraria, entre eles:
- Ernst Gottlieb von Steudel (fundador)
- Christian Ferdinand Friedrich Hochstetter (fundador e recoletor nos Açores)
- Christian Friedrich Ecklon (1795–1868) (expedição à África do Sul)
- Friedrich Welwitsch (1806–1872) (expedições a Portugal, Madeira, ilhas Canárias e Angola)
- Anton Wiest (1801–1835) (expedição ao Egipto)
- Wilhelm Schimper (1804–1878) (expedições à Argélia, Áustria, Etiópia, Egipto, França, Alemanha, Grécia, Arábia Saudita e Síria)